# Запорожогнеупор
ЧАО «Запорожогнеупор» (Запорожский огнеупорный завод) — промышленное предприятие по выпуску огнеупорных изделий, находится в Заводском районе города Запорожье. Специализируется на производстве шамотных, высокоглиноземистых, магнезиальных и неформованных изделий.

## История

### 1929—1991
Строительство предприятия было начато в августе 1929 года, летом 1933 года производство было введено в эксплуатацию как шамотный цех металлургического комбината «Запорожсталь».
В 1939 году цех был преобразован в самостоятельный завод.
До начала Великой Отечественной войны завод выпускал в основном шамотные изделия.
В 1941 году во время Второй мировой войны часть оборудования предприятия отправлена на Челябинский металлургический завод, часть — на Богдановичский и Сухоложский огнеупорные заводы. Основное промышленное оборудование эвакуировано на Магнитогорский металлургический комбинат. Восстановили предприятие после оккупации Запорожья в 1950 году, за что более двухсот сотрудников были награждены орденами и медалями.
В послевоенный период завод был расширен и реконструирован, в эксплуатацию были введены новые цеха: магнезиальных, высокоглиноземистых (1961 г.), карбидокремниевых изделий (1973 г.); шамотно-обжиговый; построено смесительно-прессовое отделение; кольцевые печи были заменены туннельными печами с автоматическим контролем режима обжига.
К началу 1980-х годов основной продукцией завода являлись алюмосиликатные, магнезиальные, карбидокремниевые изделия и кусковой шамот.

### После 1991
В 1995 году Запорожский огнеупорный завод был реорганизован в открытое акционерное общество.
В августе 1997 года завод был включён в перечень предприятий, имеющих стратегическое значение для экономики и безопасности Украины.
10 ноября 1998 года Кабинет министров Украины оставил в государственной собственности только контрольный пакет акций предприятия (25 % + 1 акция), а 18 января 2000 года принял решение о продаже оставшихся в государственной собственности акций предприятия.
2005 год «Запорожогнеупор» закончил с чистой прибылью 12,486 млн гривен (увеличив чистый доход по сравнению с 2004 годом на 0,8 %). 2006 год завод закончил с чистой прибылью 6,751 млн гривен.
Начавшийся в 2008 году экономический кризис осложнил положение завода, и 2008 год завод завершил с убытком в размере 31,691 млн гривен.
2009 год завод закончил с чистой прибылью 20,111 млн гривен.
В апреле 2013 года с разрешения Антимонопольного комитета Украины контрольный пакет акций «Запорожогнеупор» перешёл в собственность голландской холдинговой компании «Metinvest B.V.» (материнская компания международной горно-металлургической группы «Метинвест»).
В 2014 году на базе шамотного, шамотообжигового и высокоглиноземистого цехов был создан алюмосиликатный цех.

## Современное состояние
«Запорожогнеупор» — одно из крупнейших предприятий по выпуску огнеупорных изделий и материалов на территории Украины, производственные мощности которого обеспечивают возможность производства 200 тысяч тонн огнеупоров, 5 тысяч штук карбидкремниевых электронагревателей, 74 тысячи тонн неформованных материалов в год.